# Lajos Csordás
Lajos Csordás (né le 26 octobre 1932 à Budapest en Hongrie et mort le 5 avril 1968 dans la même ville) est un joueur de football international hongrois, qui évoluait au poste d'attaquant, avant de devenir entraîneur.

## Palmarès
| Vasas SC - Championnat de Hongrie : - Champion : 1957, 1961 et 1962. - Coupe de Hongrie : - Vainqueur : 1955. - Coupe Mitropa : - Vainqueur : 1956, 1957, 1960 et 1962. |  | Hongrie - Coupe du monde : - Finaliste : 1954. - Jeux olympiques (1) : - Or : Helsinki 1952. |